# 叶冕
叶冕（？—？），浙江上虞人，明朝政治人物。进士出身。

## 生平
正統十年，登進士。1451年，接替黄平任松江府知府一职，1460年由李惠接任。官至都御史。